# Stefany Castaño
Derly Stefany Castaño Cardozo (11 de janeiro de 1994) é uma futebolista colombiana que atua como goleira.

## Carreira
Stefany Castaño integrou do elenco da Seleção Colombiana de Futebol Feminino, nas Olimpíadas de 2012.